# Sirsoe methanicola
Arten Hesiocaeca methanicola (metanis-orm) er en havbørsteorm, der lever på havbunden, hvor der aflejres metanhydrater (metanis). Den koloniserer metanisen og lever tilsyneladende af at indsamle bakterier, som kan metabolisere metanhydratet.
I 1997 opdagede Charles Fisher, professor i biologi ved Pennsylvania State University, den bemærkelsesværdige skabning metanis-ormen, som levede ved høje af metanis ved en dybde på omkring 800 meter ved havbunden i den Mexicanske Golf.
Fisher rapporterede at eksperimenter med levende individer viste, at en voksen metanis-orm kunne overleve i et iltfrit miljø i op til 96 timer. Fishers eksperimenter viste også, at larverne blev spredt af havstrømme og døde efter 20 dage, hvis de ikke fandt et sted med noget spiseligt.